# Bruno Råberg

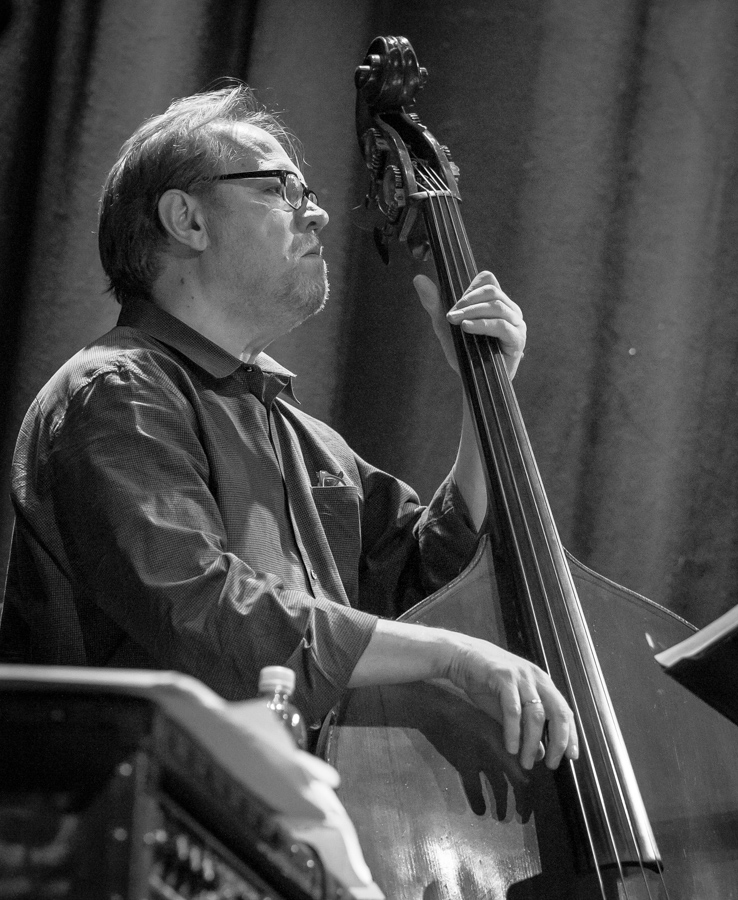
Bruno Råberg, 2016

Bruno Råberg (* 13. Juli 1954) ist ein schwedischer Jazzmusiker (Kontrabass, Komposition) und Hochschullehrer.

## Leben und Wirken
Råberg wuchs im ländlichen Schweden auf; mit 20 Jahren holte ihn Eje Thelin in seine Band, in der er vier Jahre blieb und auf Tourneen durch Europa und die USA ging. Mit Thelin trat er 1976 auf dem Monterey Jazz Festival auf. In dieser Zeit wirkte er auch bei Aufnahmen von Künstlern wie Bobo Stenson, Monica Zetterlund, Zbigniew Seifert, Nils Landgren, Lennart Åberg und Ulf Wakenius mit.
Råberg zog 1981 in die Vereinigten Staaten und erhielt ein Stipendium zum Studium am New England Conservatory. Nach dem Erwerb des Bachelors 1984 in Jazzstudien wurde er Associate Professor am Berklee College of Music. In den USA spielte er seitdem mit Musikern wie Jerry Bergonzi, George Garzone, Sam Rivers, Bill Pierce, Billy Hart, Bob Moses, Bruce Barth, Jim Black, Bob Mintzer und John Medeski. Außerdem unternahm Råberg eine Reihe von Tourneen durch Europa, Skandinavien, USA, Japan, Indien, Afrika und Mittelamerika; er gastierte auf Jazzfestivals in Pori, Umbria, Monterey, Nancy, Bologna, Graz, Stockholm, Kapstadt und Boston.
1976 legte Råberg das mit Harald Svensson und Leroy Lowe eingespielte Album Tractus (Amigo) vor, gefolgt von Pentimento (1992), Orbis (1996, mit Ole Mathisen) und Presence (1999, mit Mathisen und Marcello Pellitteri). In den 2000er-Jahren arbeitete er auch mit Musikern wie Mick Goodrick, Donny McCaslin (Chrysalis, 2004), weiterhin mit Josh Rosen, Allan Chase, Phil Grenadier und John Stowell.
Laut Alex Henderson (Allmusic) ist Råberg ein flexibler Kontrabassist, dessen introspektiver, forschender Post-Bop- und leicht avantgardistischer Jazz oft einen ECM-ähnlichen Ansatz bevorzuge. Wie andere nordische Jazzmusiker würde er manchmal Elemente des skandinavischen Folk mit einbeziehen. Laut Jerry D’Souza (All About Jazz) scheint Raberg eine rastlose Experimentierfreude zu haben. Auf Lifelines (2008), mit Chris Cheek, Ben Monder, Matt Wilson und Ted Poor, tauche Raberg seine Kompositionen weitgehend in den Kessel der Kammermusik ein.

## Diskographische Hinweise
- Bruno Råberg: Chrysalis (2004)
- Bruno Råberg, Chris Cheek, Ben Monder, Matt Wilson, Ted Poor: Lifelines (2008)
- Phil Grenadier, Bruno Råberg: Plunge (2012)
- Bruno Råberg, Allan Chase, Phil Grenadier: For the Unknown (OrbisMusic, 2015)
- John Stowell, Ulf Bandgren, Bruno Raberg, Austin McMahon: Night Visitor (Origin Records, 2017)
- Allan Chase, Bruno Råberg, Austin McMahon: The Prospector (OrbisMusic, 2020)
- Bruno Råberg, Jason Robinson, Bob Weiner: The Urgency of Now (Creative Nation Music, 2020)
- Look Inside: Solo Bass (2023)
- Bruno Råberg Tentet: Evolver (2024)